# Ты и я (фильм, 2004)
«Ты и я» (англ. Hum Tum) — индийская музыкальная романтическая комедия 2004 года.

## Сюжет
Каран Капур рисует комиксы в одной из крупнейших индийских газет. Чаще всего в его колонке появляется персонаж Hum Tum (ты и я). В Амстердаме он знакомится с Реей Пракаш. Во время одной из встреч он целует её, однако в ответ Рея решила прервать их отношения.
Через полгода они опять встречаются в Нью-Йорке. Рея помнит их поцелуй и в отместку ссорит Карана с его девушкой. С этого момента отношения Реи и Карана возобновляются.

## В ролях
- Саиф Али Кхан — Каран Капур
- Рани Мукхерджи — Рея Пракаш
- Риши Капур — Арджун Капур
- Джимми Шергил — Михир
- Абишек Баччан — Самир (камео)
- Рати Агнихотри — Aнжу Капур, мать Карана
- Кирон Кхер — Парминдер Пракаш, она же тётушка Бобби
- Иша Коппикар - Диана Фернандез (камео)

## Саундтрек
Вся музыка написана дуэтом композиторов Джатин-Лалит.
| №  | Название                        | Исполнители                   | Длительность |
| -- | ------------------------------- | ----------------------------- | ------------ |
| 1. | «Ladki Kyon»                    | Шаан, Алка Ягник              | 6:18         |
| 2. | «Chak De»                       | Сону Нигам, Садхана Саргам    | 5:46         |
| 3. | «Hum Tum»                       | Бабул Суприйо, Алка Ягник     | 5:29         |
| 4. | «Gore Gore»                     | Алка Ягник                    | 4:57         |
| 5. | «Yaara Yaara»                   | Удит Нараян, Алка Ягник       | 4:44         |
| 6. | «Hum Tum» (Instrumental)        |                               | 3:25         |
| 7. | «U'n'I (Mere Dil Vich Hum Tum)» | Риши Рич, Вероника, Джагги Ди | 3:38         |

## Награды
| Награды                                         | Награды                        | Награды                  | Награды |
| Награда                                         | Категория                      | Номинант                 | Итог    |
| ----------------------------------------------- | ------------------------------ | ------------------------ | ------- |
| Awards of the International Indian Film Academy | Лучшая актриса в главной роли  | Рани Мукхерджи           | Победа  |
| Filmfare Awards                                 | Лучший актёр в комедийной роли | Саиф Али Кхан            | Победа  |
| Filmfare Awards                                 | Лучшая актриса                 | Рани Мукхерджи           | Победа  |
| Filmfare Awards                                 | Лучший режиссёр                | Кунал Кохли              | Победа  |
| Filmfare Awards                                 | Лучшая закадровая певица       | Алка Ягник               | Победа  |
| Filmfare Awards                                 | Лучшая сцена года              |                          | Победа  |
| Национальная кинопремия (Индия)                 | Лучший актёр                   | Саиф Али Кхан            | Победа  |
| Screen Weekly Awards                            | Лучшая актриса                 | Рани Мукхерджи           | Победа  |
| Screen Weekly Awards                            | Лучший режиссёр                | Кунал Кохли              | Победа  |
| Screen Weekly Awards                            | Лучший поэт-песенник           | Прасун Джоши             | Победа  |
| Screen Weekly Awards                            | Лучшие спецэффекты             |                          | Победа  |
| Zee Cine Awards                                 | Лучшая актриса                 | Рани Мукхерджи           | Победа  |
| Zee Cine Awards                                 | Лучшая запись песни            | Виджай Даял (Studio One) | Победа  |